# Quartier de l'Hôtel-de-Ville (Limoges)
Le quartier de l'Hôtel-de-ville ou de la mairie est un quartier de Limoges (Haute-Vienne) situé près de l'hôtel de ville, au sud du centre-ville. Son urbanisme est relativement récent (XXe et XXIe siècles), bien qu'il s'agisse probablement d'un des secteurs de Limoges les plus anciennement bâtis (époque romaine).

## Géographie

### Situation
Le quartier se situe au sud du centre historique du Château.

### Morphologie urbaine

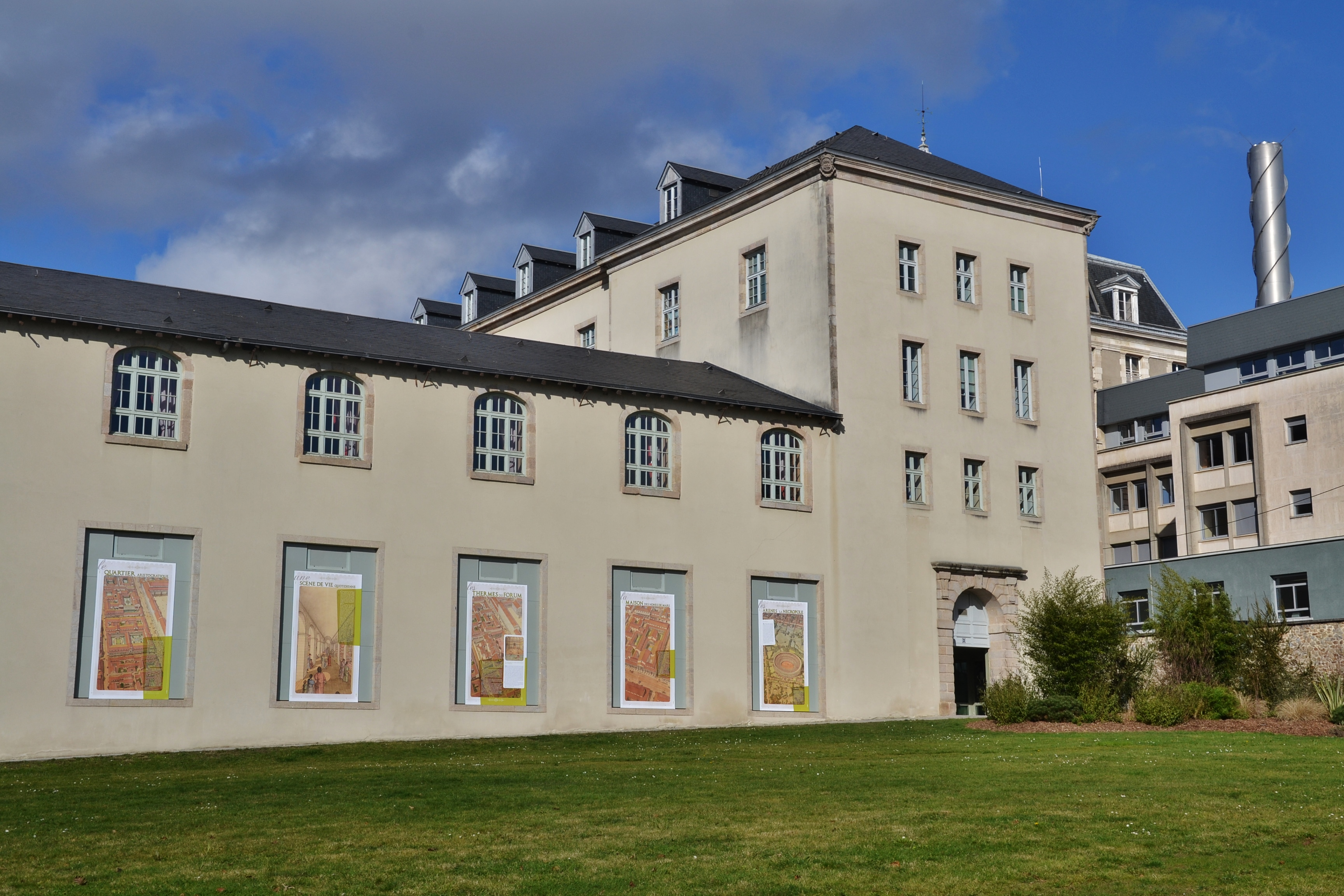
La galerie des Hospices, aile sud de l'ancien hôpital général.

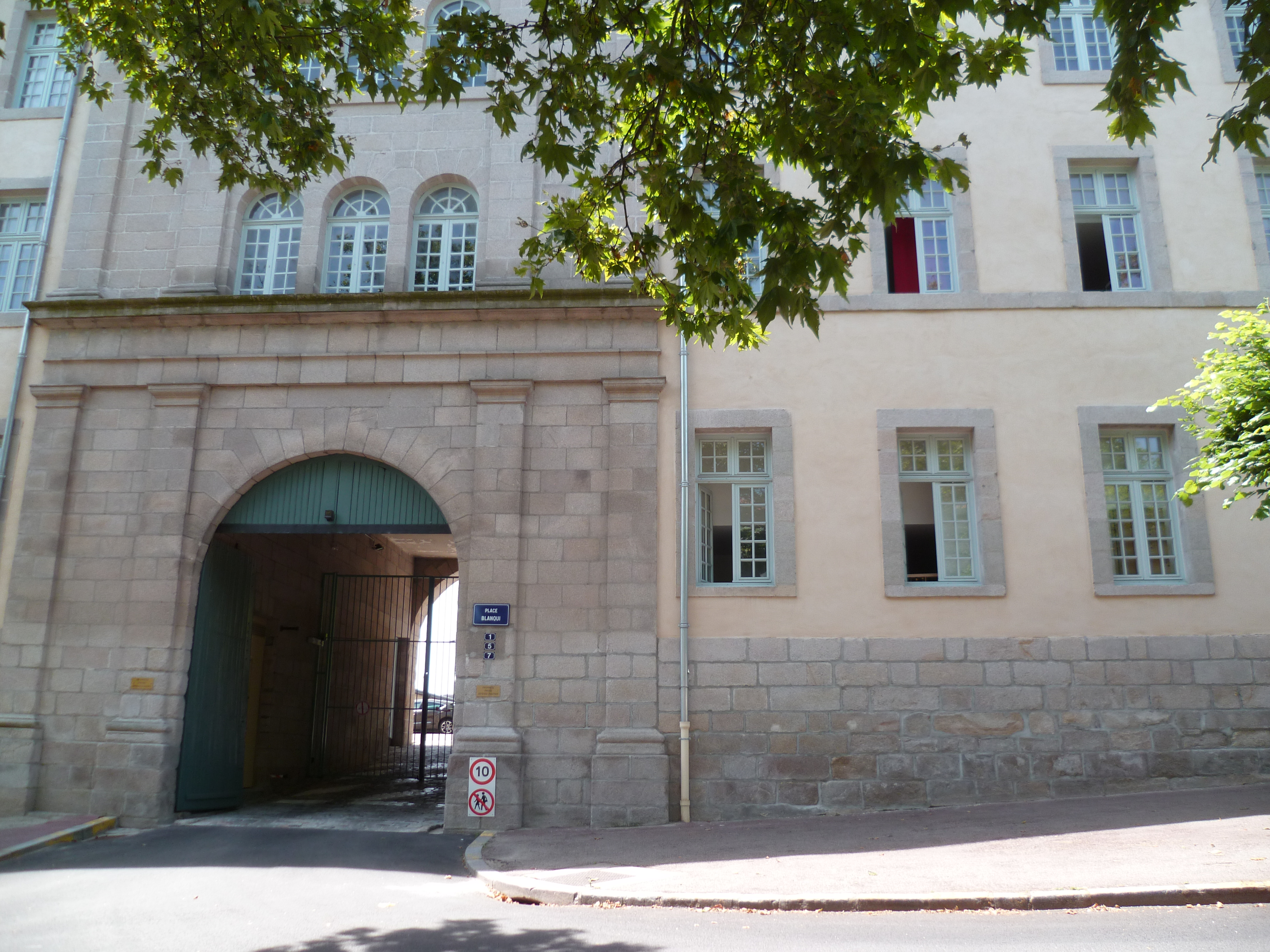
L'entrée de la Cité administrative.

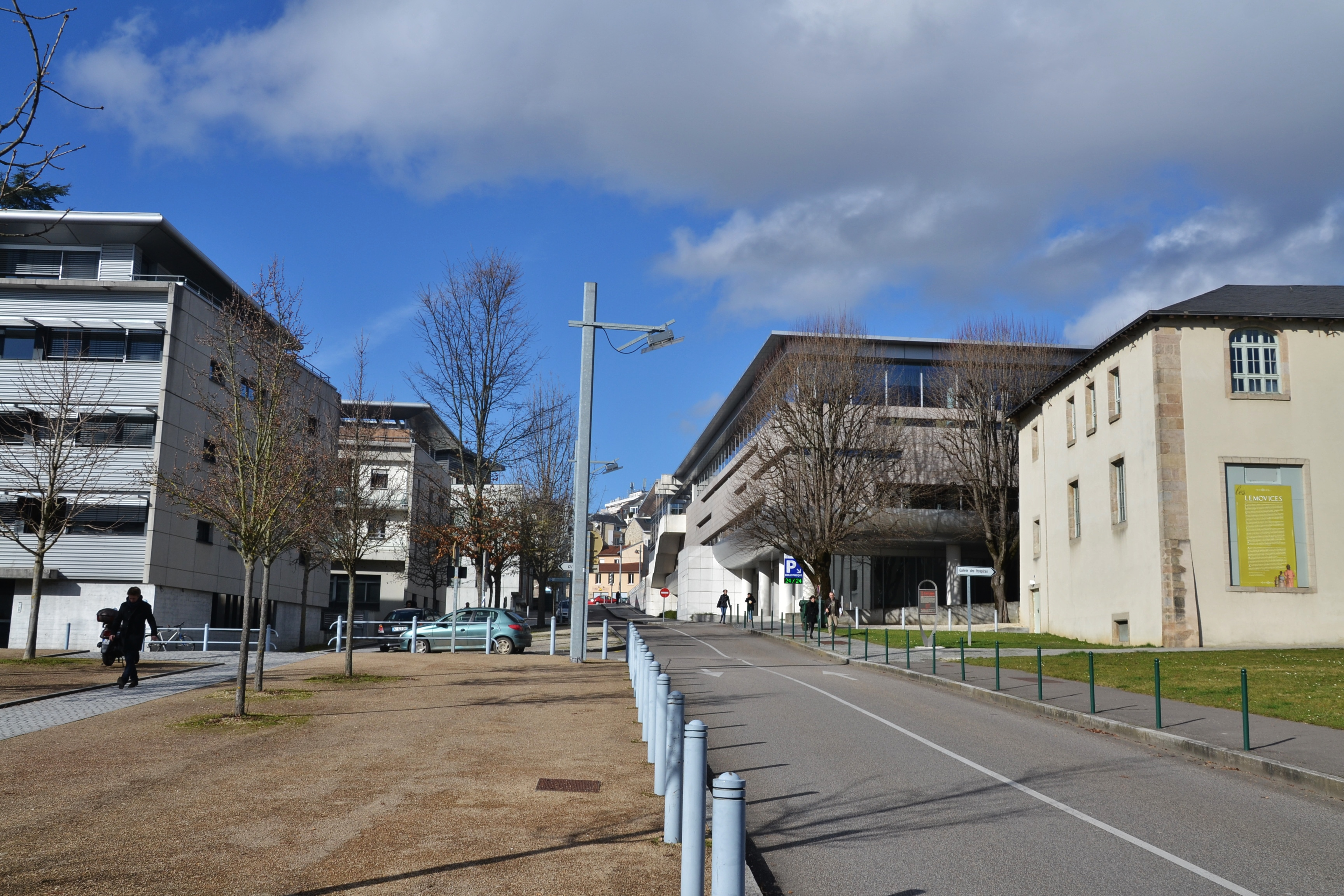
Section contemporaine du quartier.

Classé Zone d'aménagement concerté, le quartier a fait l'objet de nombreux travaux d'aménagement à partir des années 1990, qui ont permis la réhabilitation de l'ancien hôpital et l'installation des services centraux et de la faculté de droit de l'Université de Limoges, la construction de plusieurs immeubles de bureaux et de logement et de la Bibliothèque francophone multimédia de Limoges. Ces travaux ont permis la réalisation de fouilles ayant mis en évidence la localisation du forum romain de l'ancienne cité d'Augustoritum.
Le quartier possède également quelques bâtiments anciens, dont l'ancien séminaire des Ordinands et l'ancien quartier de cavalerie, aujourd'hui occupés par la Cité administrative Blanqui, et l'ancien hôpital général, dans lequel s'est en partie installée la Bibliothèque, et qui accueille également la galerie d'exposition des Hospices.